# Джірая (Наруто)
Джірая (яп. 自来也, じらいや）) — персонаж манґи та аніме-серіалу Naruto.
Один з «Трьох Легендарних Ніндзя» (яп. 三忍), до яких, окрім нього, належать Цунаде та Орочімару. Учень Третього Хокаґе, наставник Наруто та його батька Мінато.
Автор еротичних книжок, які полюбляє Какаші, які він писав, споглядаючи за жінками у лазні, за що Наруто називав його «збоченим відлюдником».

## Передісторія
У дитинстві, внаслідок невдалого виконання техніки, Джірая опинився на горі Мьобоку — місці проживання мудрих і могутніх жаб-ніндзя. Найстарша з них передбачила йому, що його учень назавжди змінить світ шінобі, а він сам згодом почне писати книги. 
Окрім тренувань у селищі Коноха, юний шінобі навчався під наставництвом двох мудрих жаб Сіма і Фукасаку. Вони навчали його найпотужнішим технікам, які згодом сприяли його становленню в якості одного з найсильніших відомих ніндзь. 
Однак рівновага світу порушилася і почалася війна. Джірая, Орочімару і Цунаде, учні Третього Хокаґе у минулому, стали відомими як «Три Легендарних Ніндзя» (так звані санніни), після того, як вони вижили у жорстокому бою з лідером селища Дощу — Хандзо.
Під час поневірянь по місцях боїв, санніни зустріли трьох осиротілих дітей — Наґато, Яхіко і Конан. Орочімару збирався їх убити для «їхнього ж блага», однак Джірая вирішив взяти їх під свою опіку. Одного разу на Наґато напали кілька ніндзь, але хлопчик зміг їх миттєво знищити. Саме тоді Джірая вперше побачив у нього легендарний геном очей — ріннеґан. 
Через кілька років, коли Джірая дописав свою першу книгу «Повість про безстрашного шінобі», яка не мала особливого успіху, шляхи трьох молодих ніндзя і Джіраї розійшлися. 
Після закінчення війни він на якийсь час повернувся в Коноху, ставши наставником для майбутнього Хокаґе Мінато Намікадзе і двох інших ґенінів, імена яких невідомі. Джірая залишив селище після втечі викритого у злочинах Орочімару, зокрема для подальшого стеження за колишнім товаришем. 
Подорожуючи по світу, він почав писати книги для дорослих, найвідомішою з яких була серія з трьох книг «Райські ігри», які стали улюбленими книгами Какаші Хатаке.

## Частина I
Перше знайомство Джіраї з Наруто відбулося перед останнім етапом іспиту на чуніна. Він допоміг юному шінобі освоїти ходіння по воді та техніку виклику. Окрім того, він зняв додаткову печатку Орочімару, що була поверх основної печатки Наруто, і дозволив йому підписати контракт з жабами, щоб він отримав можливість використовувати їх в бою. 
Джіраї було запропоновано очолити село після загибелі Третього Хокаґе, проте він відмовився на користь кращої, на його думку, кандидатури — Цунаде. Відправившись на її пошуки, він узяв з собою Наруто, принагідно навчивши хлопця ще кільком технікам, зокрема, Расенґану. 
Після провалу місії з повернення Саске, Джірая запропонував Наруто відправитися з ним в трирічну подорож для тренування, на що хлопець охоче погодився.

## Частина II
У другій частині манґи Джірая і Наруто повертаються назад у Коноху. 
Після нетривалого розслідування, Джіраї нарешті вдається з'ясувати місцеперебування лідера організації Акацукі — Пейна, і він вирішив негайно відправитися до нього в селище Дощу. Однак зустрівшись з ним віч-на-віч, він впізнав у ньому одного з трьох врятованих і навчених їм дітей — Яхіко. Джіраю не на жарт здивувало те, що Пейн мав таку ж властивість очей, як і Наґато — ріннеґан. Під час бою з'явилися ще п'ятеро рудоволосих ніндзь з ріннеґаном, схожих на Яхіко, однак Наґато серед них не було.
Попри використання Джіраєю режиму Мудреця та призову Сіми й Фукасаку, Пейн таки спромігся нанести чоловіку смертельне поранення. Джірая встиг залишити для Наруто зашифроване послання на спині Фукасаку. Помираючи, він збагнув: ніндзя, про якого йдеться в пророцтві мудреця жаб — Наруто. Посміхнувшись востаннє, Джірая придумав назву для нової книги, якій не судилося бути написаною — «Історія про Узумакі Наруто».

## Зовнішність
Джірая має довге біле, стягнуте у кінський хвіст, волосся, що безладно стирчить у різні сторони. На чолі він носить пов’язку шінобі з ієрогліфом 油 (абура, укр. "олія"), що символізує його зв'язок з горою Мьобоку — домівкою жаб-ніндзя. Від звичайних пов’язок її також вирізняє наявність двох «ріжків». По краях пов’язку прикривають два пасма волосся, що сягають ключиці. 
Одяг Джіраї є повністю протилежним класичному образу шінобі. Зазвичай він одягнений у сітчасту майку, світло-зелене кімоно і штани, дерев'яні японські сандалі червоного кольору, і щитки, що кріпляться до рук. На спині носить контракт з жабами.

## Характер
Джірая має вдачу доволі зухвалого та розпусного автора еротичних романів, що любить проводити вільний час у компаній молодих жінок, за якими він має звичку підглядати в душі, за що врешті-решт отримує прочуханки. Проте, попри легковажність у повсякденному житті, в бою він проявляє неабияку серйозність, і в разі загрози життю його товаришам і учням готовий принести себе в жертву.

## Техніки
В бою використовував техніки стихій Вогню і Землі, Режим Мудреця, а також техніки, пов'язані з взаємодією з жабами. 
Расенґан (螺旋丸, "Спіральна куля") — техніка рангу A, створена Мінато після спостереження особливих атак Біджу. Саме у нього Джірая навчився цієї техніки.
Чо: Одама Расенґан (超大玉螺旋丸, "Величезна спіральна куля") — вдосконалена версія Одама Расенґана, використана Джіраєю. Чакра Сенджюцу збільшує Одама Расенґан в рази. На відміну від Одама Расенґана, для використання техніки достатньо однієї руки.
Колючий сторож (忍法针地蔵, Нінпо: Харі Джідзо:) — волосся ущільнюється і подовжується, обгортаючи Джіраю колючим їжакоподібним щитом.
Стихія Землі: Болото пекла (土遁・黄泉沼, Дотон: Йомі Нума) — техніка, що перетворює велику місцевість в непрохідне болото. Також болото можна запалити, щоб завдати супротивнику ще сильніші пошкодження.
Техніка призову (口寄せの術) — заклик жаб-ніндзь (захист і атака, залежно від розміру).
Мистецтво Ніндзя Техніки призову: Пастка рота жаби (忍法口寄せ・蝦蟇口縛り, Нінпо: Кучійосе: Ґамаґучі Шібарі) — увесь найближчий простір перетворюється в жаб'ячий стравохід, з якого практично неможливо вибратися; шлунковий сік розплавляє будь-яку броню, проте самому викликачу і його союзникам шкоди це не завдасть.
Зняття печатки п'яти елементів(五行解印, Ґоґьо: Каі:н) — печать п'яти елементів.
Стихія Вогню: Вогненна куля жаб'ячого масла (火遁・龍火の術, Вивільнення вогню: Снаряд полум'я жаб'ячого масла") — використовується разом з викликаним Ґамабунтою. Жаб'ячий бос випускає з рота струмінь олії, що підпалюється технікою Катон.
Тіньове клонування (яп. 影分身の術 Каґе Буншін но Джюцу) — створює багато тіньових клонів; кількість залежить від наявної кількості чакри. На відміну від простого клонування, клони не ілюзорні, а мають реальні тіла.
Техніка гриви розлюченого лева (乱獅子髪の術, Ранджішіґамі но Джюцу) — Джірая керує своїм волоссям. Воно збільшується в розмірах і використовуються для нанесення шкоди, або для заплутування і знешкодження противника.
Мистецтво Ніндзя: Техніка перетворення в жабу (忍法・蛙換えるの術, Нінпо: Каеру Каеру но Джюцу) — перетворює супротивника в жабу. Використовується для того, щоб опитати полонених.
Техніка приховування в жабі (蝦蟇隠れの術, Ґамаґакуре но Джюцу) — викликає Жабу, що пірнає (潜り蝦蟇, "Моґурі Ґама") з Гори Мьобоку і викликач ховається в її животі.
Снаряд жаб'ячого масла (蝦蟇油弾, Ґамаюдан) — техніка, при якій викликач перетворює чакру в надзвичайно липке масло і випльовує це як величезну масу, що перешкоджає руху супротивника.
Бар'єр: Метод формування (結界・天蓋法陣, Кеккай: Тенґаі Ходжін) — техніка, при якій викликач створює сферичний бар'єр з собою у центрі. Цей бар'єр діє як датчик виявлення для усього, що заворушиться або видасть звук всередині. Викликач може розширювати та звужувати діапазон пошуку.
Бар'єр: В'язниця жаби гарбузової посудини (結界・蝦蟇瓢牢, Кекей: Ґама Хьоро) — техніка заклику Хьотан Ґаму (瓢箪蝦蟇, "Жаба гарбузової посудини") з Мьобокудзана. Ця техніка використовується для захоплення та ізолювання жертви.
Техніка знищення: (口寄せ・屋台崩しの術, Нінпо: Кучійосе: Ятаі Кудзуші но Джюцу) — техніка виклику жаби, що може придавити супротивника масою свого тіла. Має гравітаційну силу, яка збільшує силу удару при падінні жаби зверху.
Метод запечатування вогню (封火法印, Фука Хоін) — запечатування вогню в сувій. 
Техніка тіньового контролю жаб'ячої поверхні (蝦蟇平 影操りの術, Ґама Дайра Каґе Аяцурі но Джюцу) — техніка переймання  контролю над тілом противника, що дає здатність ховатися в його тіні для подальшого нападу.
Мистецтво Мудреця: Загородження волоссям-сенбонами (仙法・毛針千本, Сенпо: Кебарі Сенбон) —  стрільба затверділим волоссям в супротивника в режимі Мудреця.
Техніка призову: жаб'яча майстерня (口寄せ・蝦蟇見世の術, Кучійосе: Ґама Міші но Джюцу) — виклик жаби з Гори Мьобоку, яка може перетворюватися на будову, куди можна заманити ворога.
Техніка прозорої втечі (透遁術, Тотон Джюцу) — техніка, винайдена Джіраєю в молодості, щоб шпигувати непоміченим за дівчатами.